# رودلف هوب
رودلف هوب (بالألمانية: Rudolf Hoppe)‏ هو أستاذ جامعي وكيميائي ألماني، ولد في 29 أكتوبر 1922 في Wittenberge ‏ في ألمانيا، وتوفي في 24 نوفمبر 2014 في غيسن في ألمانيا.